# 王籍
王 籍（おう せき、生没年不詳）は、南朝斉から梁にかけての官僚、文人。字は文海。本貫は琅邪郡臨沂県。曾祖父は王孺（王曇首の兄）。祖父は王遠。父は王僧祐。

## 経歴
斉の驍騎将軍の王僧祐の子として生まれた。7歳で文章を作ることができたといわれる。成長すると、学問を好んで広く書物を渉猟した。任昉が王籍に会うと、その才気を賞賛した。また沈約が王籍の「詠燭」の詩を見て激賞した。斉の末年に、王籍は冠軍行参軍となり、外兵参軍や記室参軍を歴任した。
梁の天監初年、安成王蕭秀の下で主簿に任じられ、朝廷では尚書三公郎や廷尉正をつとめた。余姚県令や銭塘県令を歴任したが、いずれも職務を放り出して免官された。しばらくを経て、湘東王蕭繹の下で軽車諮議参軍に任じられた。蕭繹が会稽郡太守となると、王籍は従って会稽に赴任した。郡境の雲門や天柱山で遊んで、月を重ねても帰らず、「入若耶渓」の詩を賦した。
建康に召還されて、大司馬従事中郎となり、中散大夫に転じた。官僚づとめに志をえず、市場や道を歩き回って、交遊相手を選ばなかった。蕭繹が荊州刺史となると、王籍は召し出されて安西府諮議参軍となり、作塘県令を兼ねた。県の事務を見ず、日がな飲酒に明け暮れ、訴えを起こす人がいると、鞭をくれて追い返した。ややあって死去した。生前の文章を集めた文集が当時に通行した。
子に王碧があり、やはり文才があったが、王籍に先だって死去した。

## 伝記資料
- 『梁書』巻50 列伝第44
- 『南史』巻21 列伝第11